# 篤嘉莊之戰
篤嘉莊之戰，又稱三頂部篤佳庄之戰、篤佳莊之戰，是發生在1787年2月，林爽文事件中的戰役。該戰役過程中，六堆軍擊潰天地會駐守在小篤家、阿里港等處的部隊。而經此一役，天地會勢力遭挫，此後天地會領導人林爽文的副手莊大田將勢頭轉向對客家庄的報復，翌年一月糾集數萬人反攻客家庄。

## 背景
乾隆五十一年年底（1787年1月），彰化天地會領袖林爽文起事反清，臺灣知府孫景燧領兵前往彰化縣圍剿天地會，寡不敵眾戰死殉職。天地會迅速佔領彰化縣城、諸羅縣城。同時間，鳳山天地會領袖莊大田響應。莊大田糾集漳州籍移民，莊錫舍則招募泉州籍移民。未久，以此兩地移民組成的天地會兵勇勢力，隨即奪佔鳳山縣城。
為弭平紛亂，臺灣道永福遣人往鳳山縣召募粵莊百姓前往臺南以守禦當時台灣行政中心--臺灣府城。粵庄客家人因先祖在朱一貴事件有功被清朝政府封為「義民」，為此，仍決定支持清廷，不願附和天地會起事。屏東平原的客庄領導者於乾隆五十一年十二月廿九日（1787年2月16日）齊聚中堆忠義亭，推舉嘉應州舉人曾中立為六堆大總理，依山川地形完成軍事部署，擬定反抗天地會民變的策略。

## 過程
乾隆五十一年十二月底，粵庒各總理決議在天地會準備攻取府城之前，出堆攻擊屏東平原西部的天地會勢力。在完成備戰後，六堆兵分六路出堆作戰調遣如下：
- 中軍劉福生進攻萬丹，連輸兩陣誘敵，待左堆軍到，回頭夾殺天地會。
- 左堆軍陳幸襲擊天地會守糧部隊。
- 前堆軍吳真進攻阿猴，並埋伏於崙仔，見萬丹火起併力殺出，得勝後由武洛往助右堆軍進剿阿里港。
- 後堆軍鐘朝江由武洛等候，隨前堆人馬一同進攻阿里港。
- 右堆軍鄭福先埋伏於篤嘉莊後攻阿里港。

六堆軍一面派出部隊進攻萬丹誘敵，同時又襲擊天地會守糧部隊。駐守在阿猴的天地會部隊，獲知萬丹遭襲立即拔營前往救援，六堆軍趁其空虛攻佔阿猴。而在阿里港駐守的天地會部隊，與來襲的六堆軍不分勝負，聞陣營遭受鍾潮江率領的六堆軍攻擊，天地會部隊轉而渡河離開。路上又遭遇六堆義民軍攻擊，天地會部隊全面潰敗，終失去篤嘉莊、阿里港等據點。
得勝後，六堆中軍參謀廖芳做了一首詩：
|  | 蠢爾蠻夷寇海東，一朝勝算奏膚功。 騰騰劍戟連雲白，隊隊朱旗耀日紅。 但伏皇威擒逆首，果然火熾乘南風。 試看百里郊原外，蟻窟蜂巢幾處空。 |

## 影響
天地會在短時間內攻下3座縣城之後，六堆軍首挫天地會銳氣，天地會所據有的閩南村莊遭受波及，村莊被焚毀。莊大田遂將奪取府城的軍力，轉向屏東平原的客家莊，糾集部隊於數十日後反攻客家庄。